# Elbridge Gerry
Elbridge Thomas Gerry (17. července 1744, Marblehead, Massachusetts – 23. listopadu 1814, Washington, D. C.) byl americký politik a diplomat, 5. viceprezident USA za prezidenta Jamese Madisona od března 1813 do své smrti v listopadu 1814. Byl signatářem Deklarace nezávislosti.

## Životopis
Elbridge Gerry se narodil 17. července 1744 v Marblehead, Massachusetts. Jeho otec, Thomas Gerry, byl obchodník provozující lodní dopravu v Marblehead a jeho matka Elizabeth (Greenleaf) Gerry byla dcerou úspěšného bostonského obchodníka. Gerry své křestní jméno dostal po Johnu Elbridgovi, jednom z předků své matky. Gerryho rodiče měli celkem jedenáct dětí, pouze pět přežilo do dospělosti. Z nich byl Elbridge třetí. Nejprve ho vzdělávali soukromí učitelé, v necelých čtrnácti letech vstoupil na Harvard College. Po absolvování nastoupil v roce 1765 do otcovy firmy. V 70. letech 18. století se rodina řadila mezi nejbohatší rodiny v Massachusett. Měli obchodní spojení ve Španělsku, západní Indii a podél severoamerického pobřeží. Gerryho otec, který emigroval z Anglie v roce 1730, byl aktivní v místní politice a měl vedoucí roli v místní milici.

## Politická kariéra
Gerry Elbridge velmi oponoval britské koloniální politice a byl aktivní v raných fázích organizace odporu v americké revoluční válce. Zvolen do druhého kontinentálního kongresu, Gerry podepsal Deklaraci nezávislosti a Articles of Confederation. Byl jedním ze tří mužů, kteří se v roce 1787 odmítli podepsat pod United States Constitution (ústavu USA), protože neobsahovala Bill of Rights. Po ratifikaci ústavy byl zvolen do United States Congress, kde se aktivně podílel na přípravě a průchodu Bill of Rights jako obhájce individuálních a státních svobod.
Gerry byl zpočátku proti myšlence politických stran a snažil se kultivovat vztahy na obou stranách politického spektra, tedy mezi federalisty a demokratickými republikány. Byl členem diplomatické delegace ve Francii, která měla problémy kvůli tzv. aféře XYZ, kdy jej federalisté považovali za zodpovědného za přerušení jednání. Gerry se poté stal demokratickým republikánem, několikrát neúspěšně kandidoval na guvernéra státu Massachusetts, než v roce 1810 tento úřad získal. Během svého druhého funkčního období jako zákonodárce schválil nové volební hranice obvodů, což vedlo ke vzniku pojmu Gerrymandering, označující účelovou manipulaci s hranicemi volebních obvodů. V dalších volbách neuspěl, přestože senát USA zůstal demokraticko-republikánský. V roce 1812 za vlády Jamese Madisona byl Gerry zvolen viceprezidentem USA. Gerry zemřel rok a půl po svém zvolení.
Je jediným signatářem Deklarace nezávislosti, který je pohřben ve Washingtonu, DC.
| Viceprezident Spojených států amerických | Viceprezident Spojených států amerických | Viceprezident Spojených států amerických |
| ---------------------------------------- | ---------------------------------------- | ---------------------------------------- |
| Předchůdce: George Clinton               | 1813–1814 Elbridge Gerry                 | Nástupce: Daniel D. Tompkins             |